# 川田谷古墳群

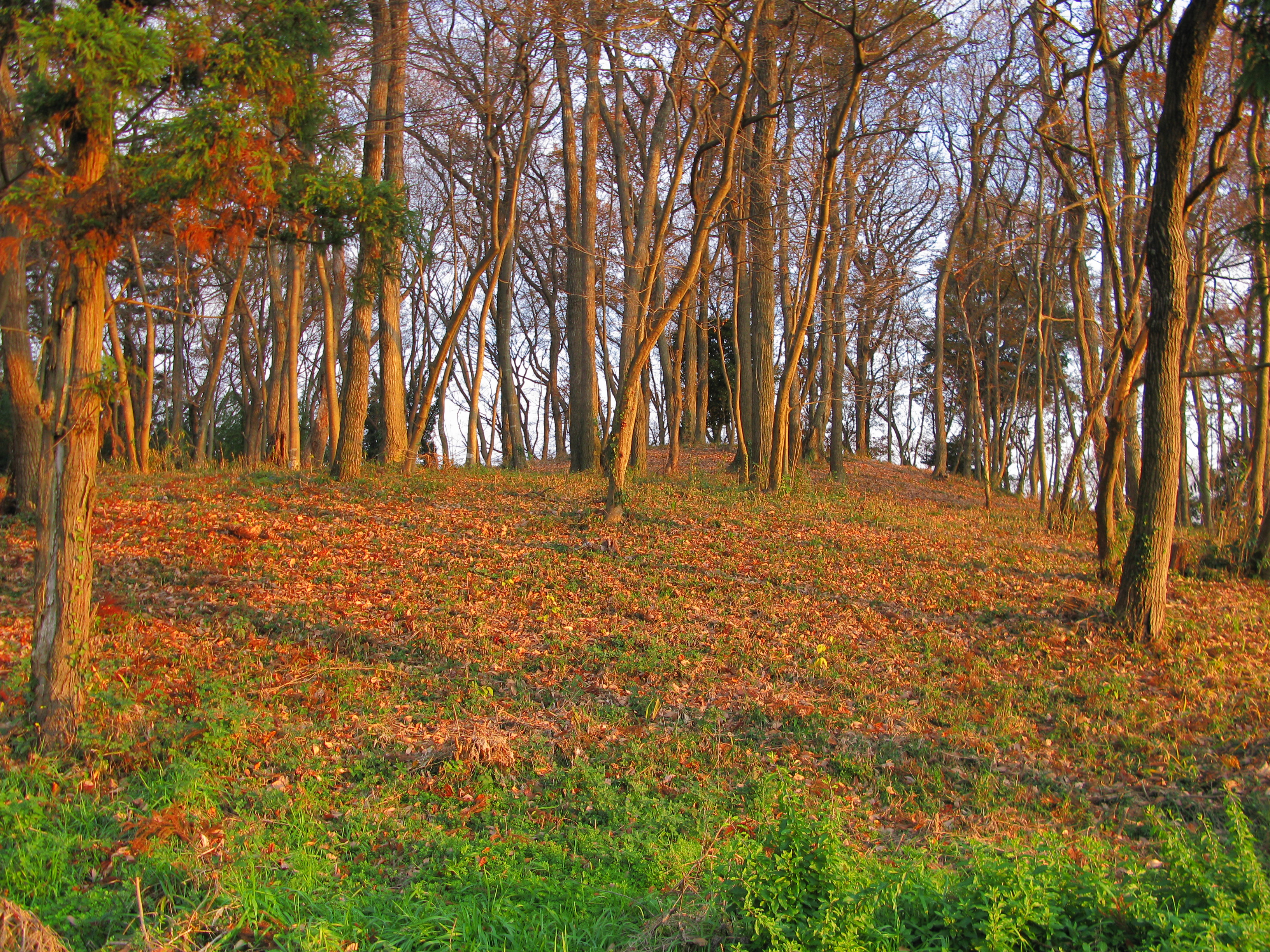
雑木林の中にある原山支群（原山古墳群）

川田谷古墳群（かわたやこふんぐん）とは埼玉県桶川市の川田谷地区にある古墳群。

## 概要
川田谷地区の荒川東部、川沿いには多数の古墳が確認されてきた。江戸時代から確認されているものもあったが、明治維新以降の開発により破壊されたものも多い。調査によって6世紀前半から7世紀後半頃に造られたものが多いことが判明した。
この古墳群はさらに4つの支群に分かれ、それぞれ西台支群、原山支群、柏原支群、樋詰支群という。
西台支群に残る古墳は1基のみ。
柏原支群は埴輪等の出土品があるものの古墳そのものはほぼ全てが削平を受けている。
樋詰支群の古墳もほとんど全滅に近い状態であるが、埼玉県指定史跡熊野神社古墳が残っている。熊野神社古墳出土品は重要文化財に指定されている。
原山支群のうち、特に9基の古墳は原山古墳群と呼ばれていて、桶川市指定の文化財となっている。原山支群は9基以外にも広がるが、消滅してしまったものもある。

## 残存する主要古墳
- 熊野神社古墳
- 川田谷ひさご塚古墳
- 城髪山古墳

特定の名前があるものもあるがほとんどは支群名と番号の組み合わせになっている。（例「原山1号墳」）

## 圏央道の開発
原山古墳群は桶川市の北西部に位置し、この付近には首都圏中央連絡自動車道（圏央道）が敷設された。2008年には工事中に新たな遺跡が発見された。